# Konohana-no-Sakuya

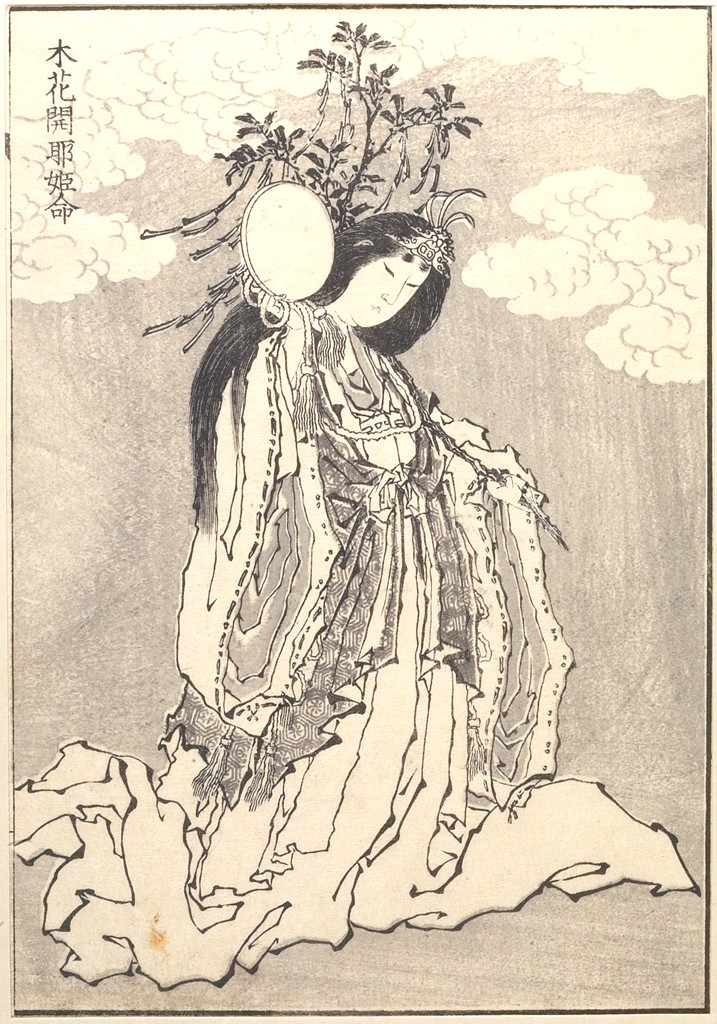

Ko-no-Hana, ou plus précisément Ko-no-hana-no-sakuya (木花咲耶/木花之佐久夜/木花開耶), est, dans la mythologie japonaise, la princesse-fleur et le symbole de la vie terrestre délicate. Elle est la kami du sanctuaire Fujisan Hongū Sengen-taisha du mont Fuji. À Kyoto, elle est vénérée au sanctuaire Shikichi-jinja.
Elle est la fille du dieu Oho-Yama. Elle est souvent considérée comme un avatar de la vie japonaise, en particulier en raison de son symbole, la fleur du cerisier ou sakura.
Elle est la femme de Ninigi. Elle rencontra le dieu au bord de la mer et ils tombèrent amoureux. Ninigi demanda sa main à Oho-Yama qui lui proposa sa fille aînée, Iwanaga (ja) à la place. Mais Ninigi ne jurait que par Ko-no-Hana. Compréhensif, Oho-Yama accepta et le mariage put avoir lieu. Ils eurent trois fils dont Hoderi et Hoori.